# Teoria RPESV

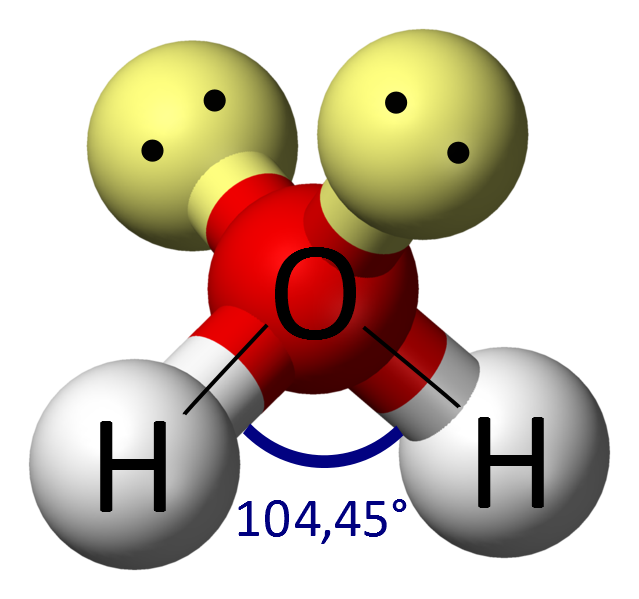
Exemplu de reprezentare RPESV. În imagine se pot observa cele două perechi de electroni neparticipanți, legăturile dintre atomii elementelor și geometria unghiulară a moleculei de apă.

Teoria repulsiilor perechilor de electroni din stratul de valență (notată RPESV) este un model teoretic utilizat în chimie pentru prezicerea geometriei unei anumite molecule, studiind numărul perechilor de electroni neparticipanți ai atomului central, dar și modul de aranjare al electronilor în legăturile covalente formate. Mai poartă și numele de teorie Gillespie-Nyholm, după numele celor doi chimiști care au dezvoltat-o.
Premisa teoriei este aceea că perechile de electroni de valență care se află în jurul atomului central au tendința de a se respinge între ele, astfel că molecula adoptă o anumită aranjare spațială pentru ca respingerea să fie minimă. Gillespie a subliniat faptul că repulsia de tipul electron-electron, datorată principiului de excluziune al lui Pauli, este mai importantă în determinarea geometriei moleculare decât repulsia electrostatică.
Teoria RPESV se bazează mai degrabă pe densitatea observabilă a electronilor decât pe studiul funcțiilor de undă, neavând legătură cu teoria orbitalilor atomici hibrizi, deși ambele teorii studiază forma moleculară.

## Istoric
Ideea că ar exista o corelație dintre geometria moleculară și numărul de electroni de valență (atât cei implicați în formarea legăturii, cât și cei neparticipanți) a fost propusă în 1939 de Ryutaro Tsuchida din Japonia, și a fost prezentată în mod independent în cadrul unei conferințe Bakerian Lecture din anul 1940 susținută de către Nevil Sidgwick și Herbert Powell (de la of the Universitatea Oxford). În 1957, Ronald Gillespie și Ronald Sydney Nyholm, de la University College London, au elaborat o teorie mai detaliată plecând de la acest concept, teorie care permite identificarea mai multor tipuri de geometrii moleculare.

## Principii
Teoria RPESV ajută la prezicerea modului în care sunt aranjate perechile de electroni în jurul atomilor centrali din molecule (hidrogenul nu poate fi atom central), în special în moleculele simple sau simetrice. Atomii centrali sunt implicați în alte legătură cu minimum doi alți atomi, iar geometria perechilor de electroni neparticipanți și ai atomilor centrali ajută la determinarea geometriei finale a moleculei.
Numărul de perechi de electroni din stratul de valență al atomului central se poate determina prin reprezentarea structurii Lewis a moleculei.:410–417 În teoria RPESV, legăturile duble sau triple sunt văzute ca o singură legătură simplă sau ca o grupare de electroni.
Se consideră că perechile de electroni se află pe suprafața unei sfere, în a cărei centru se află atomul central, și tind să ocupe anumite poziții astfel încât repulsia mutuală dintre ei este minimă; astfel, distanța dintre ei devine mai mare.:410–417 Astfel, numărul de perechi de electroni determină geometria finală acceptată de aceștia. De exemplu, în cazul în care avem două perechi de electroni în jurul unui atom central, repulsia mutuală dintre aceștia va fi minimă când ei se află la polii opuși ai sferei, determinând astfel o geometrie liniară.:410–417

## Metoda AXE
„Metoda AXE sau ALE” este metoda folosită de teoria RPESV pentru determinarea geometriei moleculare. În cadrul acesteia, A reprezintă atomul central, X sau L reprezintă fiecare dintre atomii care se leagă de A, iar E reprezintă numărul de perechi de electroni neparticipanți ai atomului central.:410–417 Suma dintre X și E este cunoscută sub numele de număr steric.
Pe baza numărului steric și al distribuției dintre X și E, teoria RPESV prezice următoarele structuri, marcate în tabel. Denumirile geometriilor fac referire la poziția relativă a atomilor și nu la aranjamentul electronilor. De exemplu, formula AX2E1 indică o geometrie unghiulară, ceea ce presupune faptul că cei trei atomi, AX2, nu sunt aranjați liniar, ci sub un anumit unghi (datorită perechii de electroni neparticipanți).
| Număr steric | Geometrie moleculară 0 perechi neparticipante | Geometrie moleculară:413–414 1 pereche neparticipantă | Geometrie moleculară:413–414 2 perechi neparticipante | Geometrie moleculară:413–414 3 perechi neparticipante |
| ------------ | --------------------------------------------- | ----------------------------------------------------- | ----------------------------------------------------- | ----------------------------------------------------- |
| 2            | Liniară (CO2)                                 |                                                       |                                                       |                                                       |
| 3            | Trigonal planară (BCl3)                       | Unghiulară (SO2)                                      |                                                       |                                                       |
| 4            | Tetraedrică (CH4)                             | Piramidă trigonală (NH3)                              | Unghiulară (H2O)                                      |                                                       |
| 5            | Bipiramidă trigonală (PCl5)                   | Tetraedru deformat (SF4)                              | Formă T (ClF3)                                        | Liniară (I− 3)                                        |
| 6            | Octaedrică (SF6)                              | Piramidă pătrată (BrF5)                               | Plan pătrat (XeF4)                                    |                                                       |
| 7            | Bipiramidă pentagonală (IF7)                  | Piramidă pentagonală (XeOF− 5)                        | Pentagonal planară (XeF− 5):498                       |                                                       |